# Крессон, Эллиотт
Эллиотт (Эллиот) Крессон (англ. Elliott Cresson; 1796—1854) — американский аболиционист и филантроп.

## Биография
Родился 2 марта 1796 года в Филадельфии, был первым ребёнком в семье Джона Эллиотта Крессона и его жены Мэри Уордер Крессон, представлял седьмое поколение Крессонов, родившихся в Соединенных Штатах. Его отец умер в 1814 году, и Эллиотт жил до конца жизни со своей матерью, не женившись, в Филадельфии на 730 Sansom Street.
В 1818 году дядя Эллиотта Крессона — Калеб Крессон передал ему контроль над процветающим торговым бизнесом, который он построил. Но в 1824 году Эллиотт оставил бизнес, чтобы заняться благотворительностью. Он заинтересовался идеей перемещения освобожденных американских рабов и афроамериканских граждан в Африку, которую в течение нескольких лет в конце 1820-х годов продвигал бостонский аболиционист Уильям Ллойд Гаррисон. Крессон считал, что бывшим рабам, окруженным состоятельными белыми людьми, было слишком трудно подняться в США. Эллиотт присоединился к филадельфийской организации, известной как Young Men’s Colonization Society и являвшейся филиалом Американского колонизационного общества и вскоре стал его самым видным и активным членом.
В 1832—1833 годах Крессон находился в Англии и Либерии, где продвигать дело. Он присоединился к усилиям помогающих организаций Филадельфии и Нью-Йорка чтобы действовать более независимо. Филадельфийская группа основала Порт-Крессон (ныне это город Бьюкенен) с намерением, чтобы недавно обосновавшиеся черные поселенцы контролировали реку Сент-Джон и тем самым регулировали поток примерно прибывающих порядка 1200 рабов в месяц. Колония в Порт-Крессон подверглась в 1835 году нападению со стороны племён басса, которых подстрекали испанские работорговцы. Все постройки были разрушены, 20 из 126 колонистов убиты, а остальные бежали в соседнюю колонию Эдина (ныне одноимённый город).
В конце 1824 года Эллиотт Крессон был выдвинут и избран в Институт Франклина, став пожизненным его членом. В 1846 году он объявил о своем намерении создать Medal fund и 1848 году выделил 1000 долларов на учреждение медали Эллиотта Крессона — золотой медали, присуждаемой за «for some discovery in the Arts and Sciences, or for the invention or improvement of some useful machine, or for some new process or combination of materials in manufactures, or for ingenuity skill or perfection in workmanship». Серебряные медали были предложены Крессоном в 1850 году для вручения в 1851 году крупнейшим пенсильванским производителям кофе, сахара, пальмового масла и хлопка в Либерии. Институт Франклина одобрил эту награду, но она никогда не присуждалась.
Умер от гангрены 20 февраля 1854 года в Филадельфии и был похоронен на городском кладбище Вудлендс. В его честь назван город Крессон в штате Пенсильвания.